# Toni Newman
Toni D. Newman (3 de diciembre de 1962) es una autora transgénero afroamericana, defensora de los derechos de las trabajadoras sexuales y directora ejecutiva interina/presidenta de LYRIC en San Francisco. Fue la exdirectora ejecutiva de St. James Infirmary en San Francisco. Es autora de I Rise-The Transformation of Toni Newman, una memoria de 2011 sobre su transición de género, que fue nominado para múltiples premios literarios Lambda y se convirtió en la base de un cortometraje, Heart of a Woman.
Newman se crio en Jacksonville, Carolina del Norte. Se graduó de la Universidad de Wake Forest en 1985. Antes de convertirse en directora ejecutiva de St. James Infirmary en mayo de 2018, Newman trabajó como directora interina de desarrollo y comunicaciones para el Centro de Salud y Bienestar To Help Everyone en Los Ángeles, como recaudadora de fondos estratégica y asistente legislativo para Equality California, y como  oficial de Maitri Compassionate Care.